# Vurnon Anita
Vurnon San Benito Anita (Willemstad, Holland Antillák, 1989. április 4. –) holland-curaçaoi labdarúgó, a bolgár CSZKA Szofija középpályása.

## Statisztikái

### Klubcsapatokban
Legutóbb frissítve: 2020. március 7-én lett.
| Klub                   | Szezon         | Bajnokság      | Bajnokság | Bajnokság | Nemzeti kupa | Nemzeti kupa | Ligakupa | Ligakupa | Európai | Európai | Egyéb | Egyéb | Összesen | Összesen |
| Klub                   | Szezon         | Bajnokság      | Mérk.     | Gól       | Mérk.        | Gól          | Mérk.    | Gól      | Mérk.   | Gól     | Mérk. | Gól   | Mérk.    | Gól      |
| ---------------------- | -------------- | -------------- | --------- | --------- | ------------ | ------------ | -------- | -------- | ------- | ------- | ----- | ----- | -------- | -------- |
| Jong Ajax              | 2005–06        | —              | —         | —         | 1            | 0            | —        | —        | —       | —       | —     | —     | 1        | 0        |
| Ajax                   | 2005–06        | Eredivisie     | 1         | 0         | 1            | 0            | —        | —        | 0       | 0       | 0     | 0     | 2        | 0        |
| Ajax                   | 2006–07        | Eredivisie     | 1         | 0         | 0            | 0            | —        | —        | 1       | 0       | 0     | 0     | 2        | 0        |
| Ajax                   | 2007–08        | Eredivisie     | 0         | 0         | 0            | 0            | —        | —        | 0       | 0       | 0     | 0     | 0        | 0        |
| Ajax                   | 2008–09        | Eredivisie     | 16        | 0         | 0            | 0            | —        | —        | 5       | 0       | —     | —     | 21       | 0        |
| Ajax                   | 2009–10        | Eredivisie     | 26        | 0         | 5            | 1            | —        | —        | 4       | 0       | —     | —     | 35       | 1        |
| Ajax                   | 2010–11        | Eredivisie     | 31        | 3         | 4            | 1            | —        | —        | 10      | 0       | 1     | 0     | 46       | 4        |
| Ajax                   | 2011–12        | Eredivisie     | 33        | 2         | 2            | 0            | —        | —        | 8       | 0       | 1     | 0     | 44       | 2        |
| Ajax                   | 2012–13        | Eredivisie     | 1         | 0         | —            | —            | —        | —        | —       | —       | 1     | 0     | 2        | 0        |
| Ajax                   | Összesen       | Összesen       | 109       | 5         | 12           | 2            | —        | —        | 28      | 0       | 3     | 0     | 153      | 7        |
| Newcastle United       | 2012–13        | Premier League | 25        | 0         | 1            | 0            | 0        | 0        | 11      | 1       | —     | —     | 37       | 1        |
| Newcastle United       | 2013–14        | Premier League | 34        | 1         | 1            | 0            | 2        | 0        | —       | —       | —     | —     | 37       | 1        |
| Newcastle United       | 2014–15        | Premier League | 19        | 0         | 1            | 0            | 1        | 0        | —       | —       | —     | —     | 21       | 0        |
| Newcastle United       | 2015–16        | Premier League | 28        | 1         | 0            | 0            | 1        | 0        | —       | —       | —     | —     | 29       | 1        |
| Newcastle United       | 2016–17        | Championship   | 27        | 0         | 1            | 0            | 3        | 0        | —       | —       | —     | —     | 31       | 0        |
| Newcastle United       | Összesen       | Összesen       | 133       | 2         | 4            | 0            | 7        | 0        | 11      | 1       | —     | —     | 155      | 3        |
| Leeds United           | 2017–18        | Championship   | 18        | 0         | 1            | 0            | 3        | 0        | —       | —       | —     | —     | 22       | 0        |
| Leeds United           | Összesen       | Összesen       | 18        | 0         | 1            | 0            | 3        | 0        | —       | —       | —     | —     | 22       | 0        |
| Willem II (Kölcsönben) | 2018–19        | Eredivisie     | 27        | 0         | 4            | 0            | —        | —        | —       | —       | —     | —     | 31       | 0        |
| Willem II (Kölcsönben) | Összesen       | Összesen       | 27        | 0         | 4            | 0            | —        | —        | —       | —       | —     | —     | 31       | 0        |
| CSZKA Szofija          | 2019–20        | First League   | 2         | 0         | 1            | 0            | —        | —        | —       | —       | 0     | 0     | 3        | 0        |
| Teljes karrier         | Teljes karrier | Teljes karrier | 289       | 7         | 22           | 2            | 10       | 0        | 39      | 1       | 3     | 0     | 364      | 10       |

1. 1 2  Magába foglalja az összes  UEFA-kupán való pályára lépését
2. 1 2  Magába foglalja az összes  Európa-ligán való pályára lépését
3. ↑  Magában foglalja a hét pályára lépését a Bajnokok ligájában, három pályára lépését az  Európa-ligán
4. 1 2 3  Magában foglalja az összes pályára lépését Johan Cruijff-kupán
5. ↑  Magában foglalja a hat pályára lépését a Bajnokok ligájában, kettő pályára lépését az  Európa-ligán

### A válogatottban
Legutóbb frissítve: 2010. szeptember 7-én lett.
| Nemzeti csapat | Év       | Mérk. | Gól |
| -------------- | -------- | ----- | --- |
| Hollandia      | 2010     | 3     | 0   |
| Összesen       | Összesen | 3     | 0   |

## Sikerei, díjai

### Klubcsapatokban

#### Ajax
- Eredivisie bajnok: 2010–11, 2011–12
- KNVB kupagyőztes: 2009–10
- Johan Cruijff-kupagyőztes: 2007

Newcastle United
- Championship bajnok: 2016–17

Válogatottban

### Hollandia U18
- UEFA-CAF Meridian-kupa: 2007